# František Piškanin
František Piškanin (* 17. března 1947 Stanovice) je český podnikatel, zakladatel logistické společnosti HOPI.
Jako podnikatel začínal v roce 1992. Firmu HOPI od roku 1994 rozvíjel společně s německým podnikatelem Rudolfem Houdkem, rodákem z Ústí nad Labem vysídleným v roce 1945 z Československa, s kterým se potkal v Mnichově. Ten ještě před vysídlením vybudoval v Ústí významnou řeznickou firmu, která měla už před válkou 300 zaměstnanců, a po vysídlení v Bavorsku začal znovu a uspěl ve stejném oboru. Firma HoPi tak spoluzakládal pro distribuci svých řeznických a uzenářských výrobků do Čech. Jeho poloviční podíl odkoupil Piškanin v roce 2012 podle vlastních slov řádově za půl miliardy Kč.
V roce 2012 vyhrál českou část soutěže Podnikatel roku pořádanou společností Ernst & Young a následně reprezentoval Českou republiku v celosvětovém finále.
V roce 2016 jej prezident Miloš Zeman vyznamenal medailí Za zásluhy. Jednalo se o Ocenění za zásluhy o stát v oblasti hospodářské.
V roce 2013 byl jedním z podnikatelů, kteří svým veřejným dopisem podpořili ANO 2011, kterému také věnoval milion korun.